# Aéroport de Fréjus - Saint-Raphaël
L’aéroport de Fréjus - Saint Raphaël (code IATA : FRJ) est un ancien aéroport à usage mixte, militaire et civil, situé sur la commune de Fréjus dans le département du Var en région Provence-Alpes-Côte d’Azur. Il est situé à l'embouchure de l'Argens et du Reyran vers la Méditerranée.
La base d'aéronautique navale a fermée ses portes le 30 juin 1995 laissant place à l'aviation civile qui n'a pas conservé le site. Racheté par la mairie, l'aéroport et la base militaire sont devenus une base de loisirs ouverte en 2007.

## Histoire
Le 1er aérodrome naval est officiellement ouvert à Fréjus le 28 mars 1912 sous le nom de Centre d’aviation maritime de Saint-Raphaël puis en 1914, Centre principal d’aviation maritime de Fréjus et Centre-école d’aviation maritime de Fréjus-Saint-Raphaël en 1919.
Il change de nom en 1937 en devenant la Base d'aéronautique navale de Fréjus-Saint Raphaël. Elle fut la première base aéronavale de France et un important centre expérimental aéronautique.
Affecté en septembre 1947 à titre principal à l'Aéronautique navale et à titre secondaire aux transports aériens et à l'aviation de tourisme, l'aérodrome se verra équipé d'une piste de 1 200 m orientée Nord-Sud faute de pouvoir l'être dans la direction du vent dominant ou dans celle de la plus grande dimension du terrain.
Hors l'affectataire principal à savoir la Marine Nationale, ce terrain d'aviation a eu également une activité civile.
Un aéroclub, l’aéroclub de Fréjus- St Raphaël est créé en 1946 et est composé dés l’origine de membres passionnés tous bénévoles, pilotes au sortir de la seconde guerre mondiale, instructeurs militaire ou retraités.   

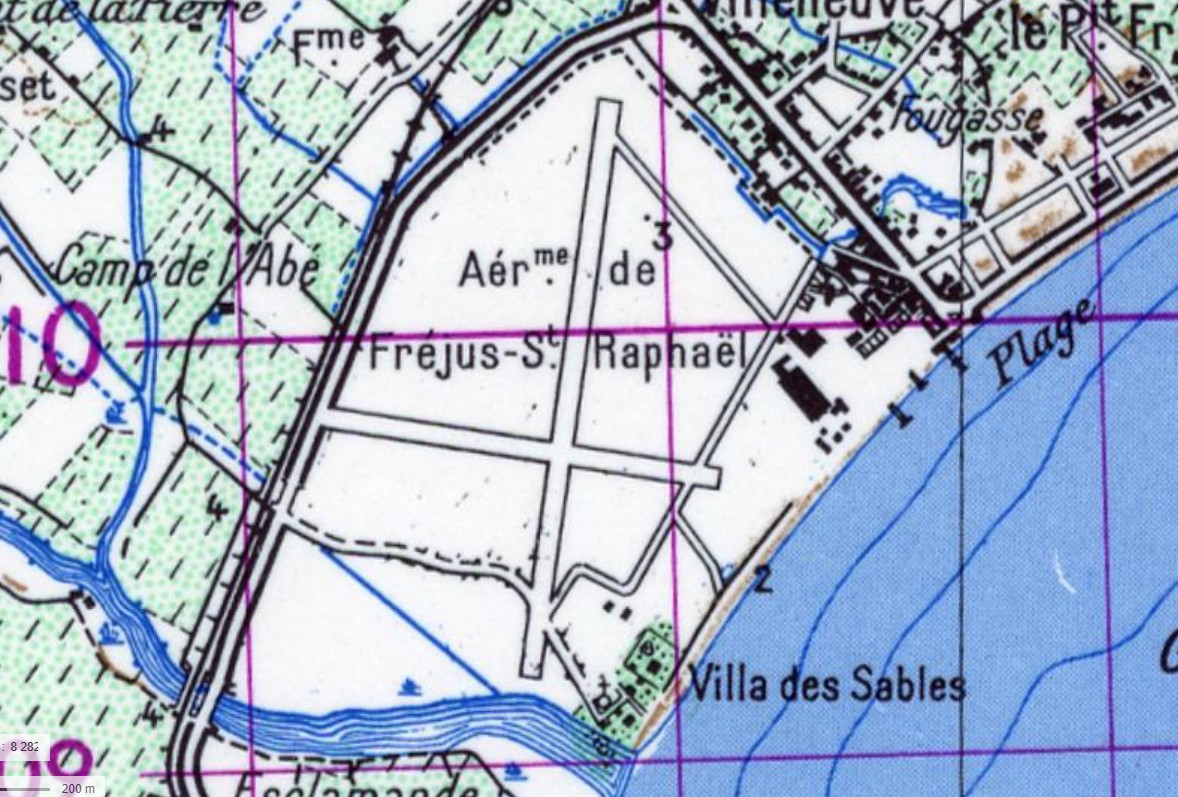
Carte IGN de Aéroport Fréjus en 1950

À l'instar de la BAN de Lorient-Lann Bihoué, Nimes-Garons ou Hyères-Palyvestres, Fréjus a également accueilli des vols commerciaux.
En 1965, la compagnie Skyways Coach-Air (devenue en 1971, Skyways International puis Dan-Air Skymays en 1972 et enfin Dan-Air en 1974) assure une ligne saisonnière vers Lympne dans le Kent en Grande-Bretagne.
Dès le début des années 1970, Air Inter dessert Fréjus - Saint-Raphaël au départ de Paris-Orly,
En 1972, Air Inter exploite la ligne vers Paris du 30 juin au 9 septembre.
En 1974, Air Inter l'exploite en Fokker 27-500 du 29 juin au 8 septembre,.
En 1976, Air Inter exploite la ligne vers Paris du 26 juin au 12 septembre via Lyon.
Cette ligne sera saisonnière jusqu'au début des années 1990, mais à partir du 3 août 1987, Air Inter réalise la ligne Fréjus - Paris via Nice. Le trajet Fréjus à Nice se fait avec une navette routière en 45 minutes. Départ de la navette de la Gare Routière de Saint-Raphaël puis passage par l'Air Terminal d'Avia Bus au 94 avenue de Verdun à Fréjus. L'Air Terminal dispose d'une agence de ventes, d'écran terminaux et billetterie. 431 passagers avaient emprunté la navette en avril 1988, 469 en mai, 605 en juin et 766 passagers en juillet.
En 1981, la compagnie française Sinair exploite une ligne saisonnière vers Grenoble en Beechcraft 200 King Air de 9 passagers.
La décision de fermer la base de Fréjus est prise le 16 avril 1992 par Pierre Joxe, ministre de la Défense. Elle est effective le 30 juin 1995.
En juillet 1994, l'aéroport accueillait le tour de France aérien des jeunes pilotes appelé aussi "L'envolée d'Air Inter".
Fin 1994, l'aéroclub a un bilan de 4 500 h de vol dans l’année, 140 pilotes et 9 avions. L'aéroclub a déménagé sur l'aérodrome de Cannes-Mandelieu.
La mairie de Fréjus rachète le site en 1995 pour 4,5 millions de francs et en fait une base nature de loisirs ouverte en 2007  et inaugurée le 15 septembre 2007 en présence du Ministre de la défense Hervé Morin. Le site est officiellement baptisé : « Base nature François-Léotard » à l'exception de la Maison du pacha, situé face à la grande bleue et l'espace Caquot.
Le 8 juillet 2013, malgré une piste d'atterrissage fermée à la circulation aérienne, un avion de tourisme Robin DR-400 immatriculé F-GIKS qui a décollé de l'aéroport du Castellet à destination de Cannes-Mandelieu se pose sur la piste en urgence,.

## Installations
L'aéroport dispose d'une piste bitumée orientée Nord-Sud (01/19), longue de 1 200 mètres et large de 30 mètres. 

## Galerie photographique

### Vues aériennes

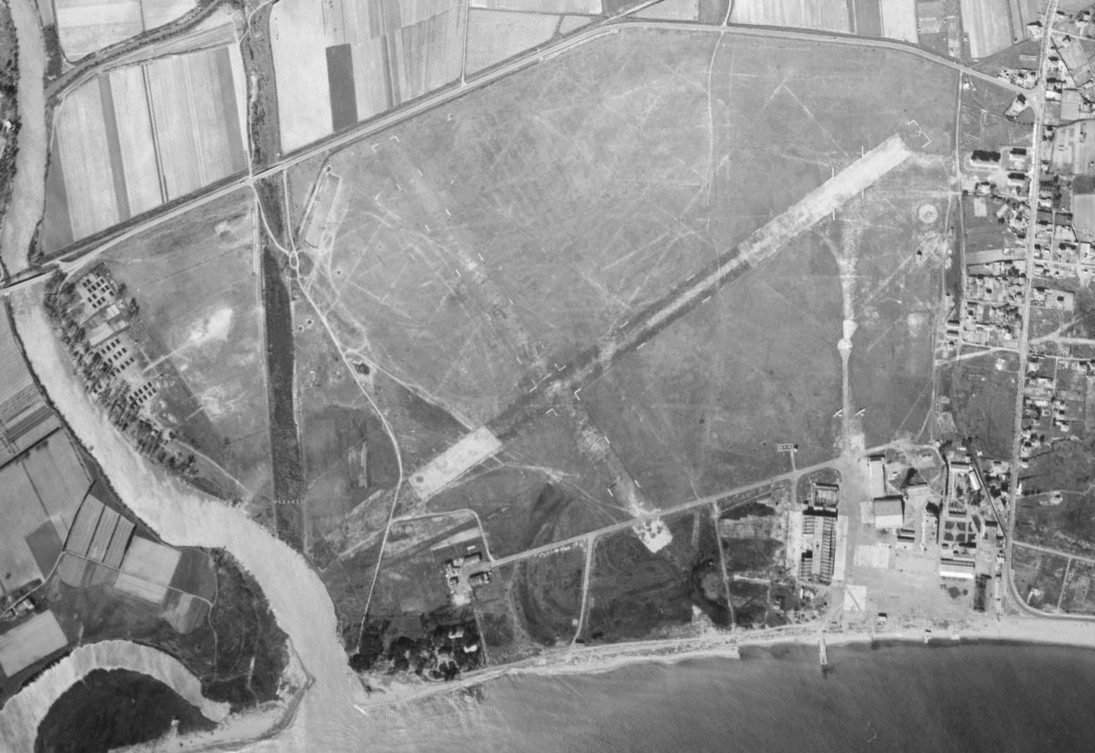
Aéroport Fréjus le 01 03 1951
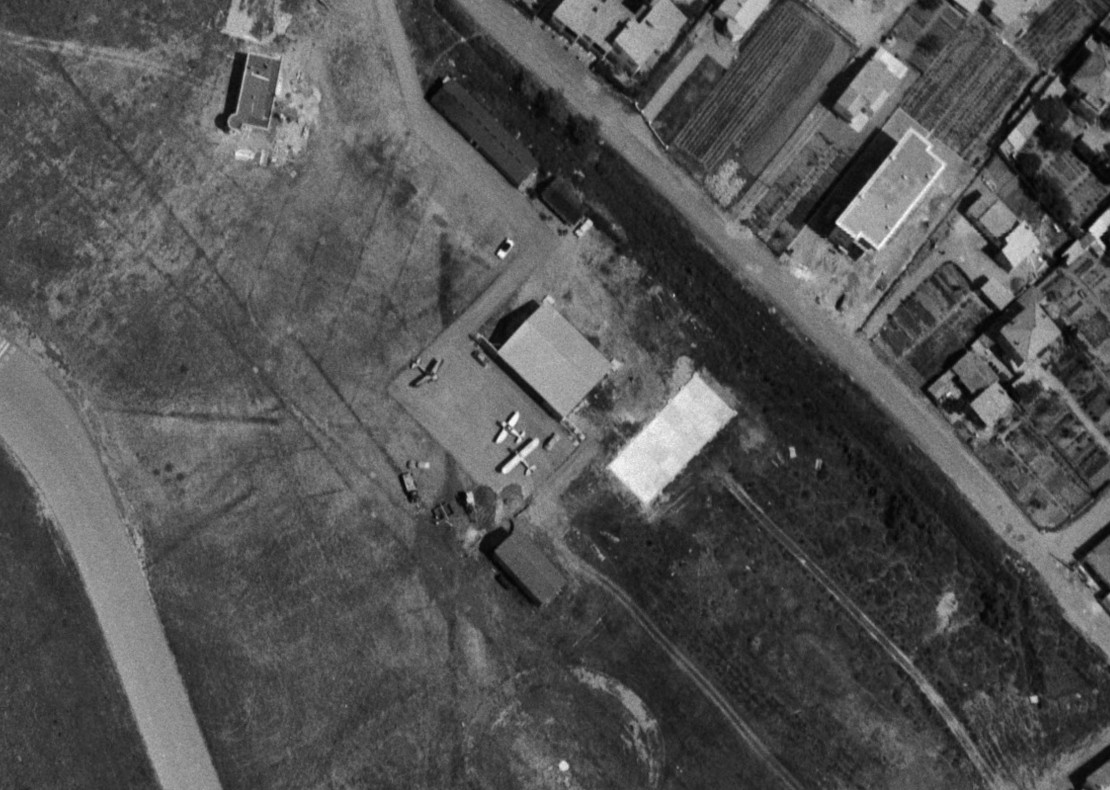
Aéroclub de l'aéroport de Fréjus en 1952
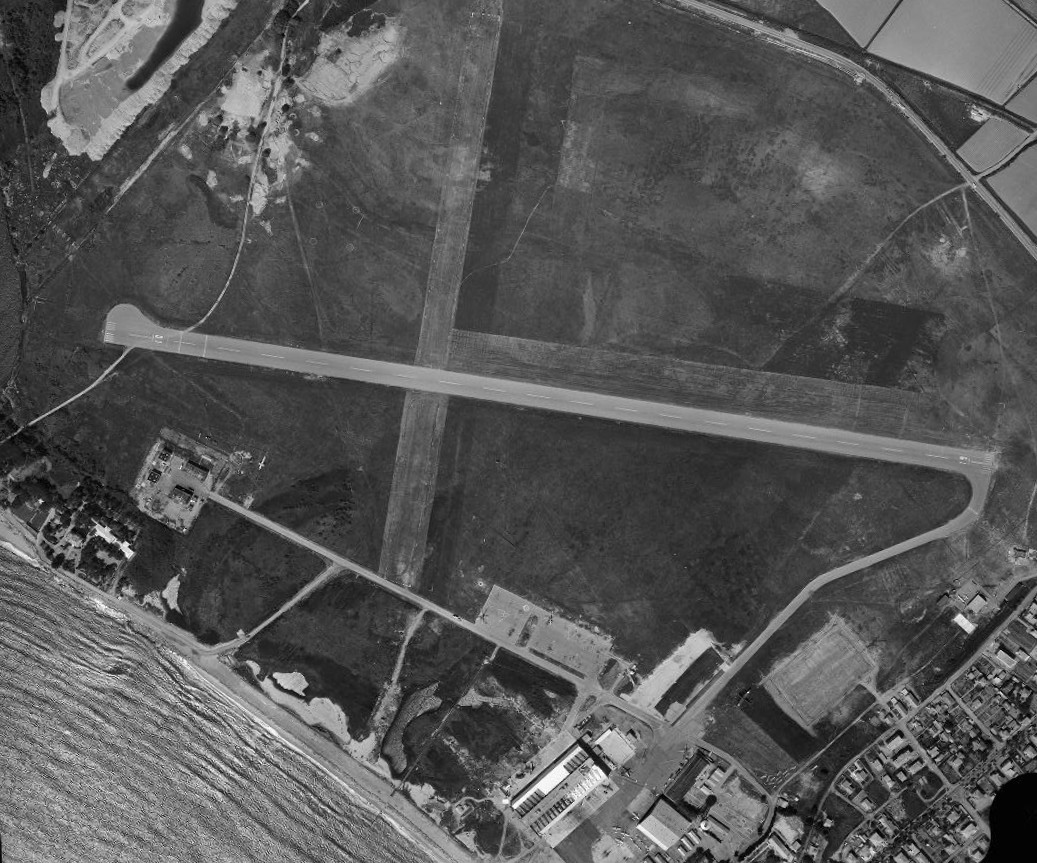
Aéroport Fréjus le 16 05 1962
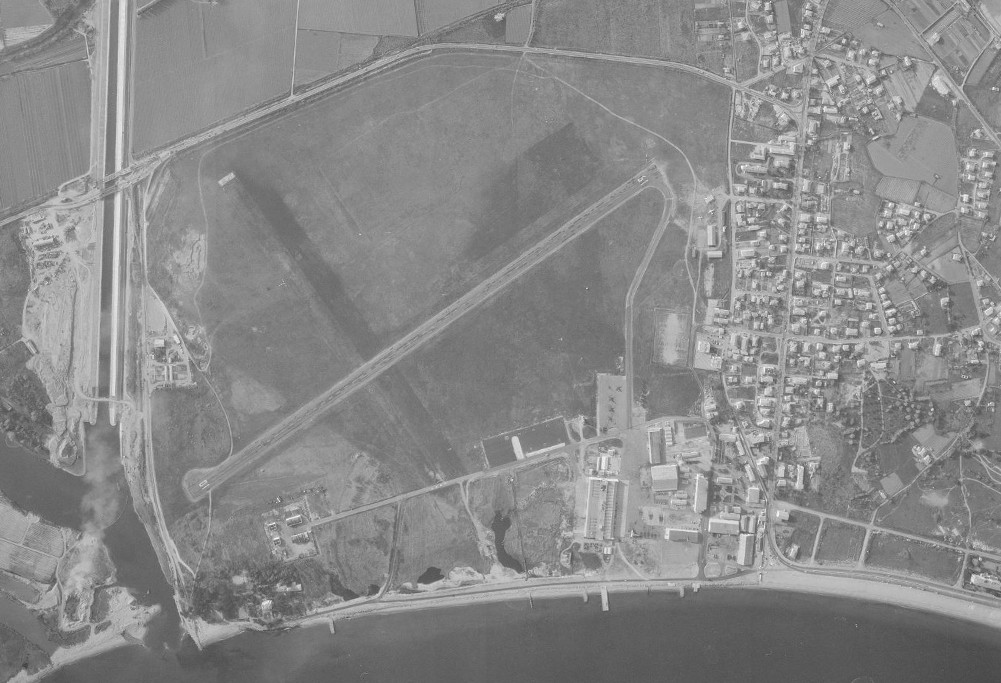
Aéroport Fréjus en 1965
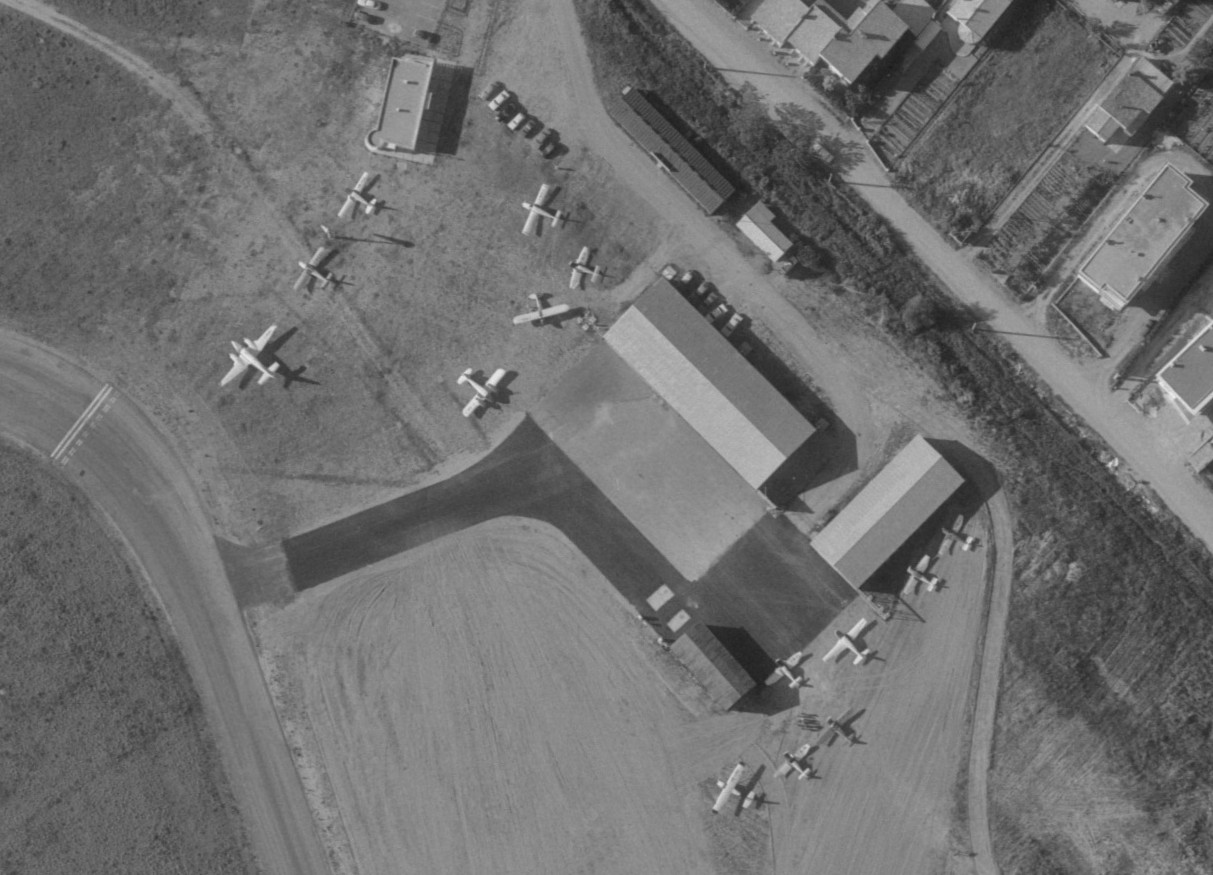
Aéroclub de l'aéroport de Fréjus en 1966
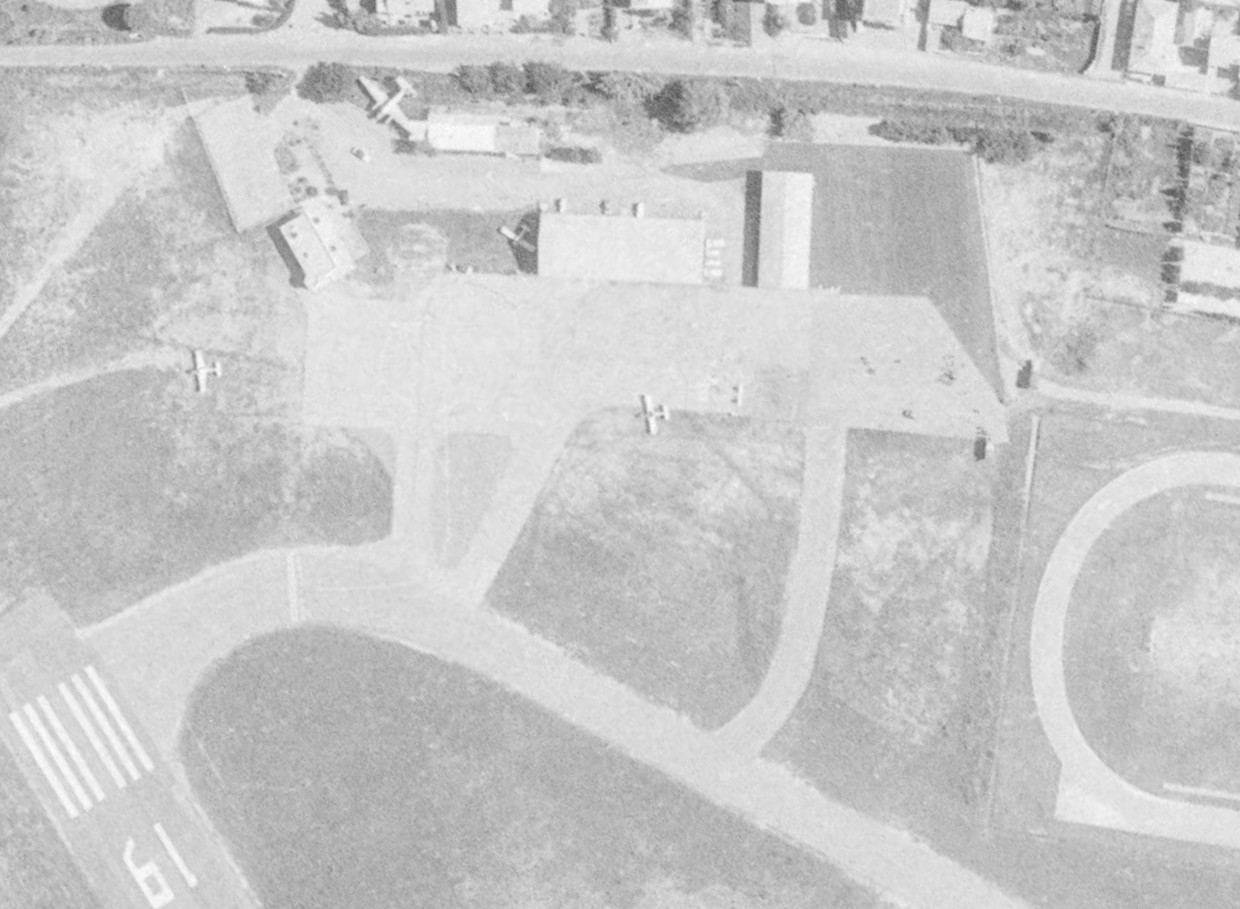
Aéroclub de l'aéroport de Fréjus en 1974
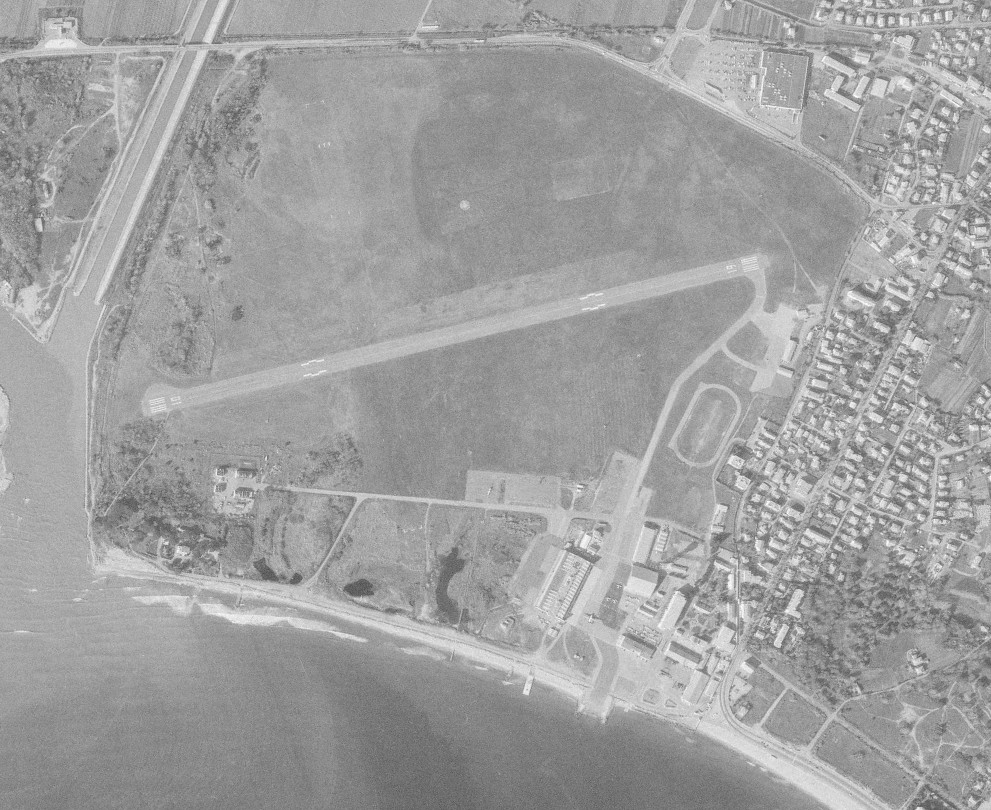
Aéroport Fréjus le 18 11 1976
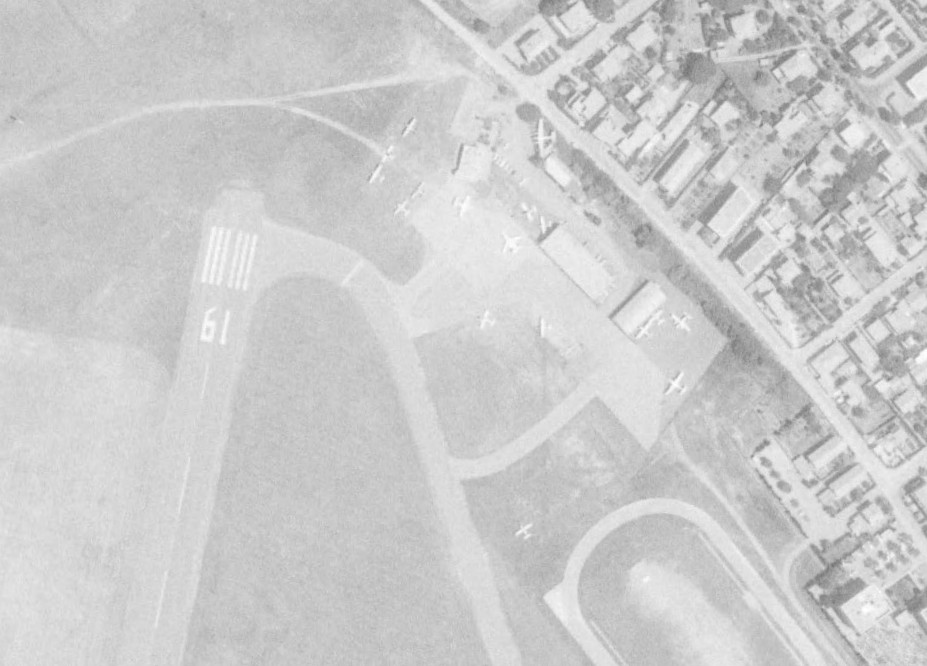
Aéroclub de l'aéroport de Fréjus en 1977
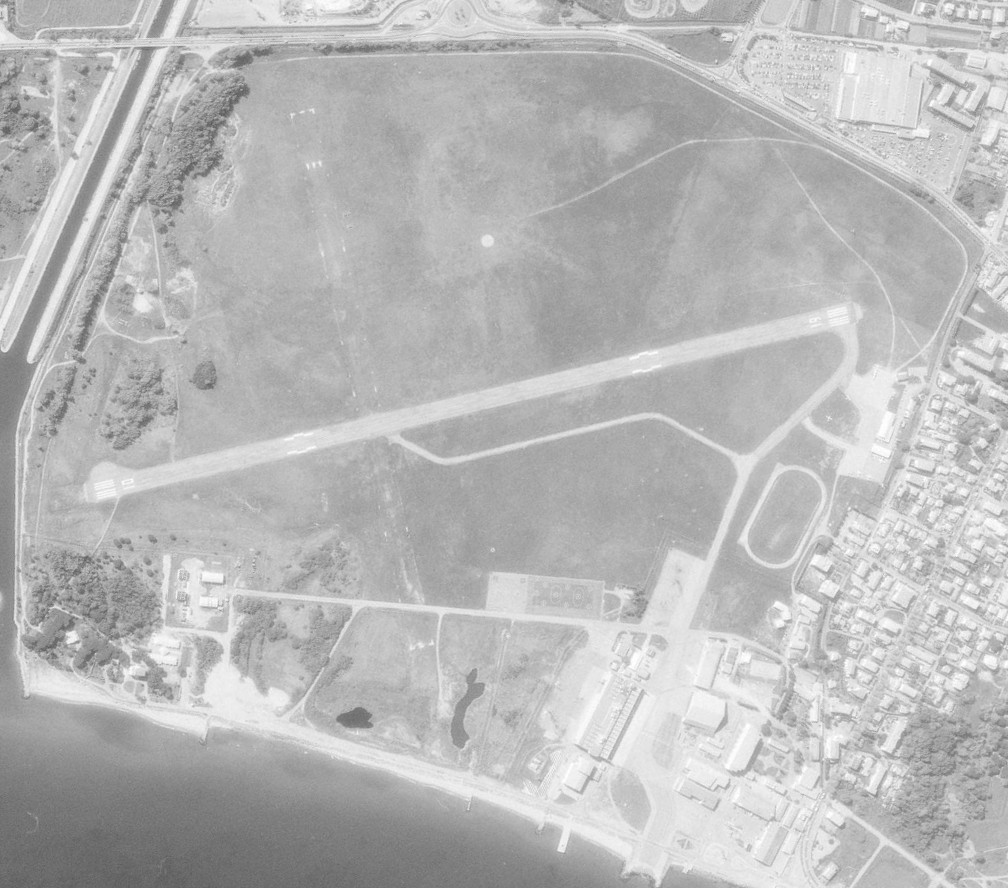
Aéroport Fréjus le 21 04 1987
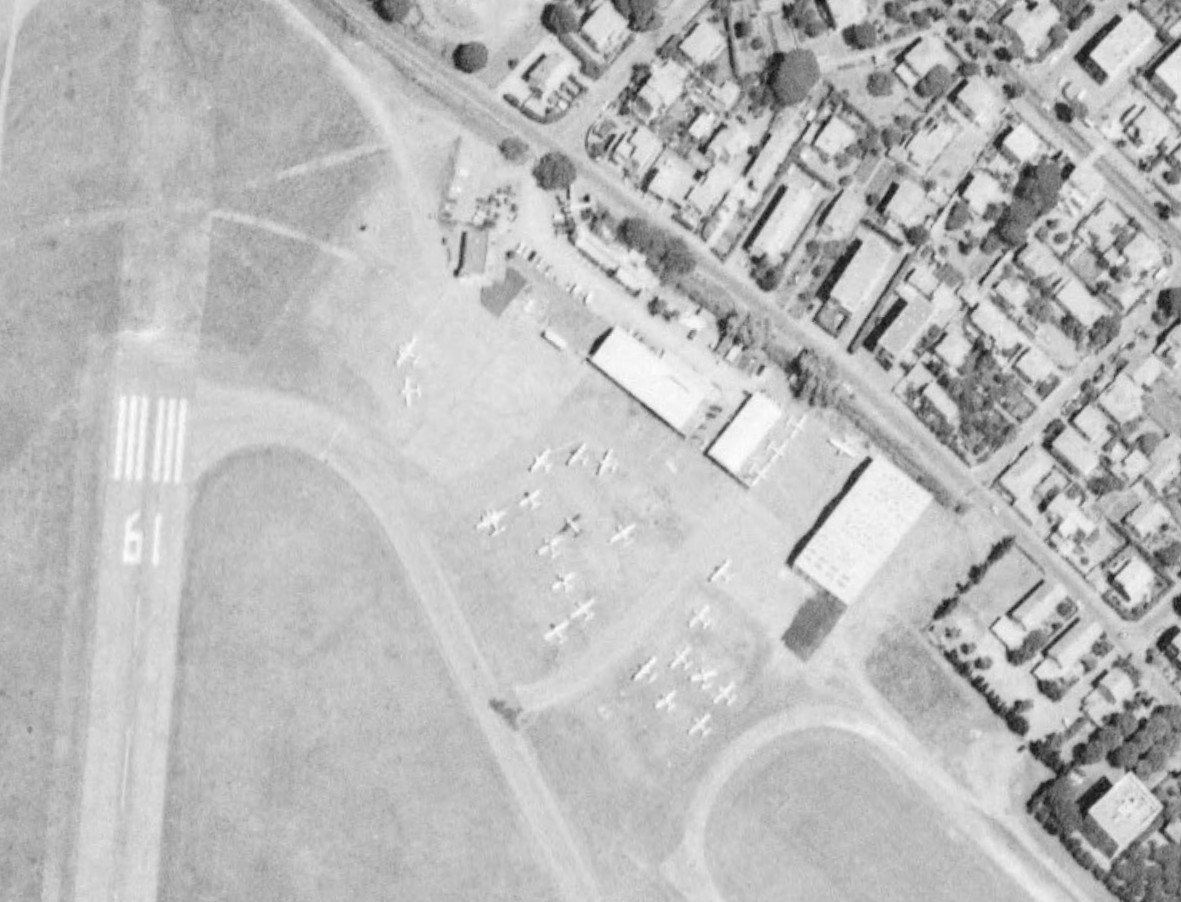
Aéroclub de l'aéroport de Fréjus en 1991
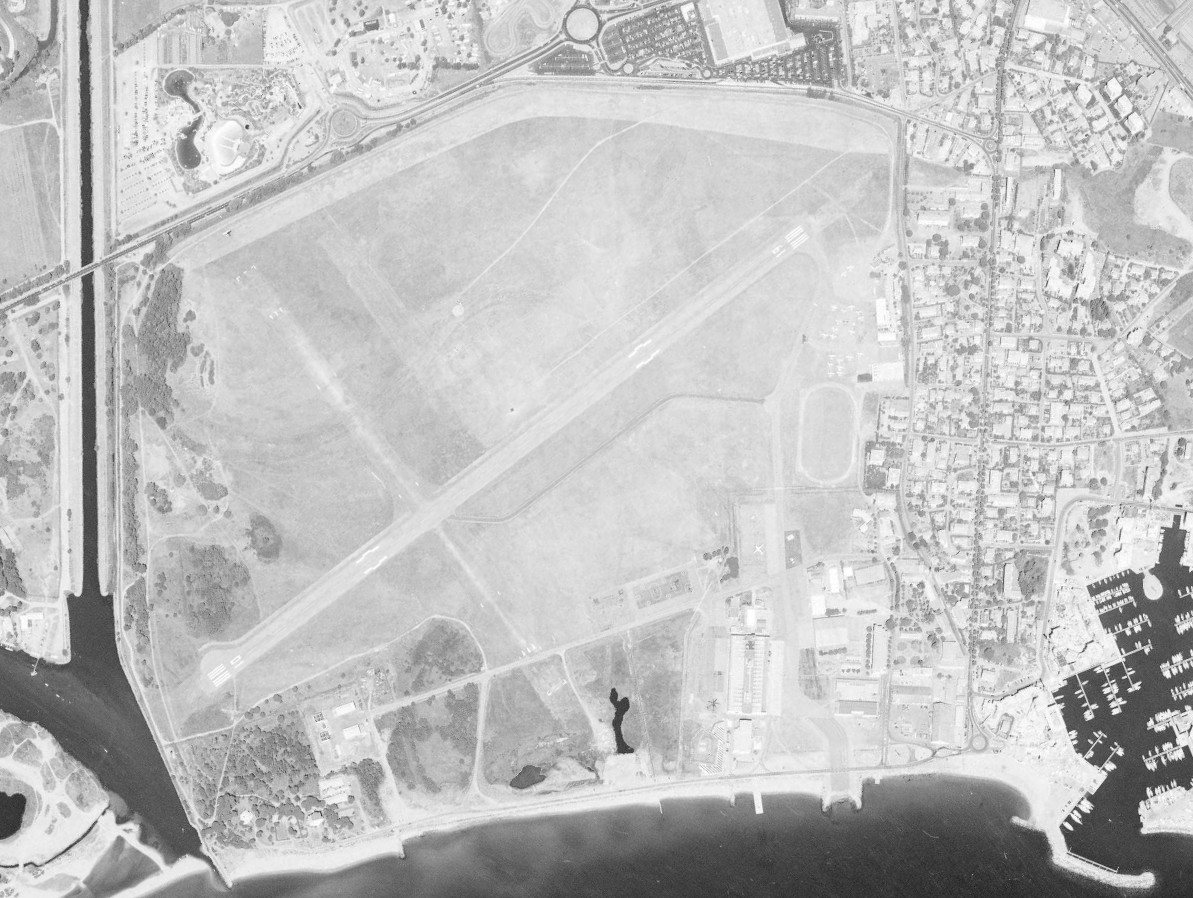
Aéroport Fréjus le 25 07 1991
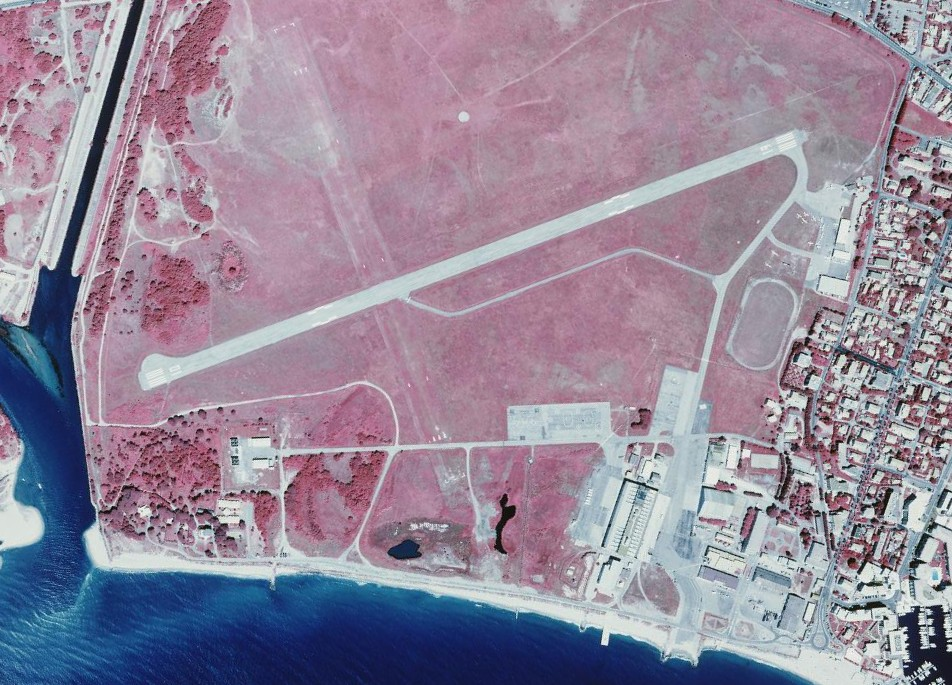
Aéroport Fréjus le 14 06 1995
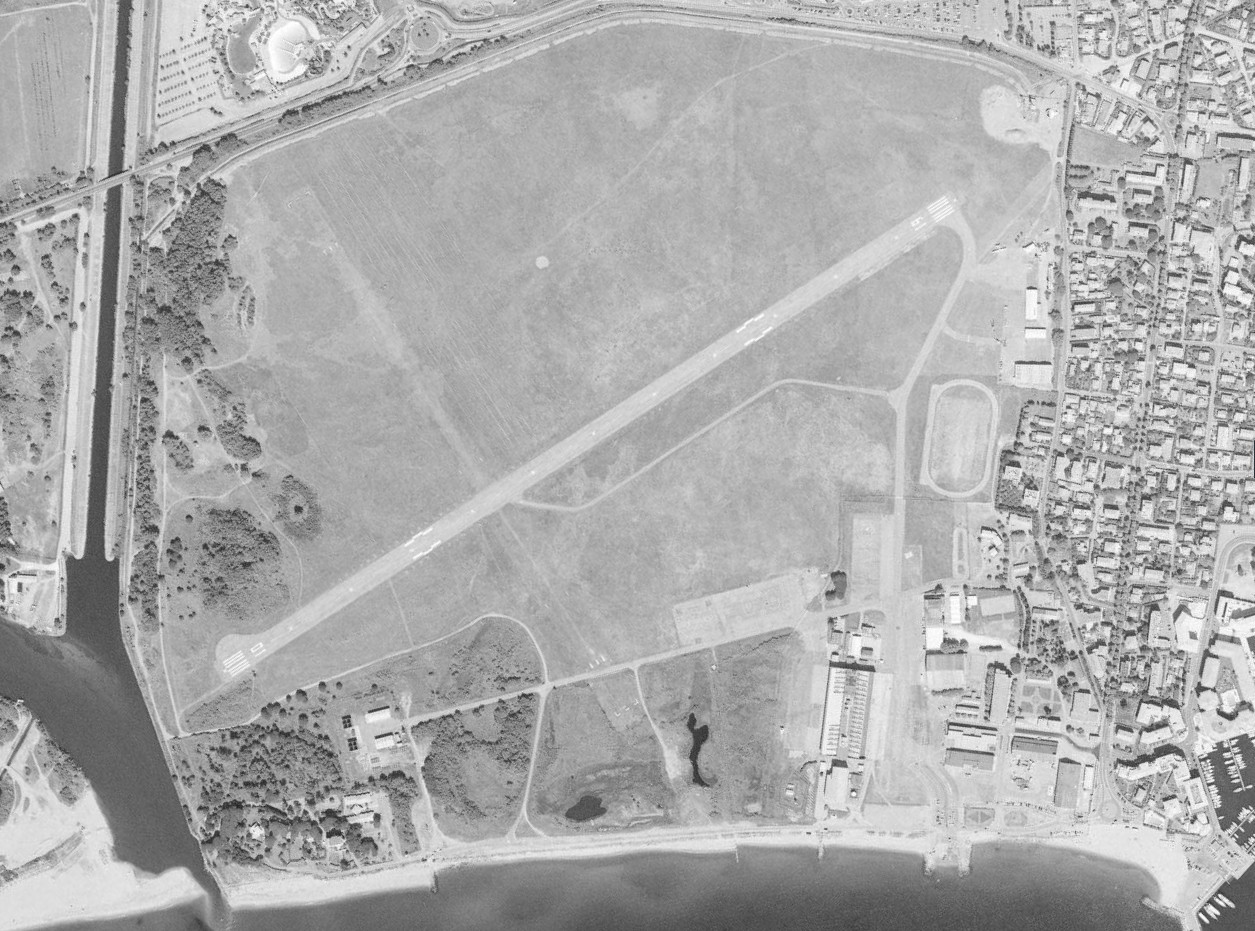
Aéroport Fréjus le 31 05 1996
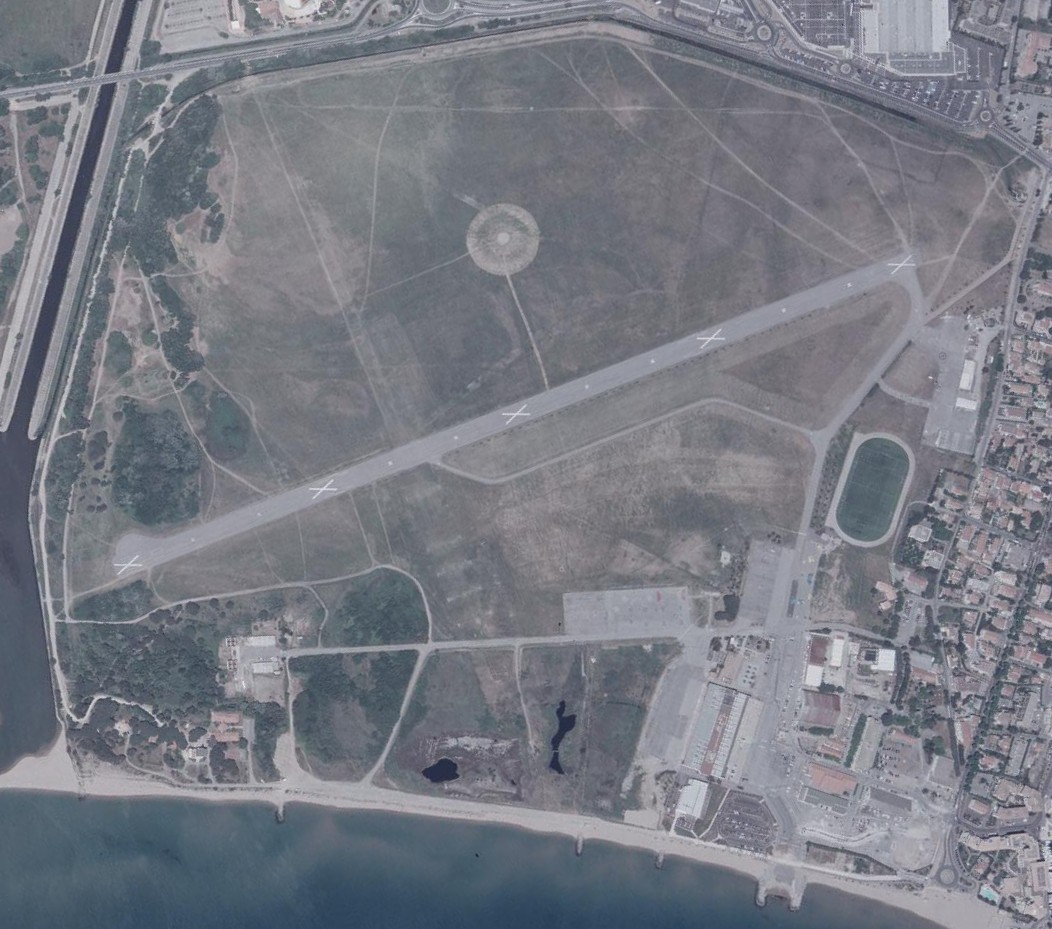
Ancien Aéroport Fréjus le 20 05 2003
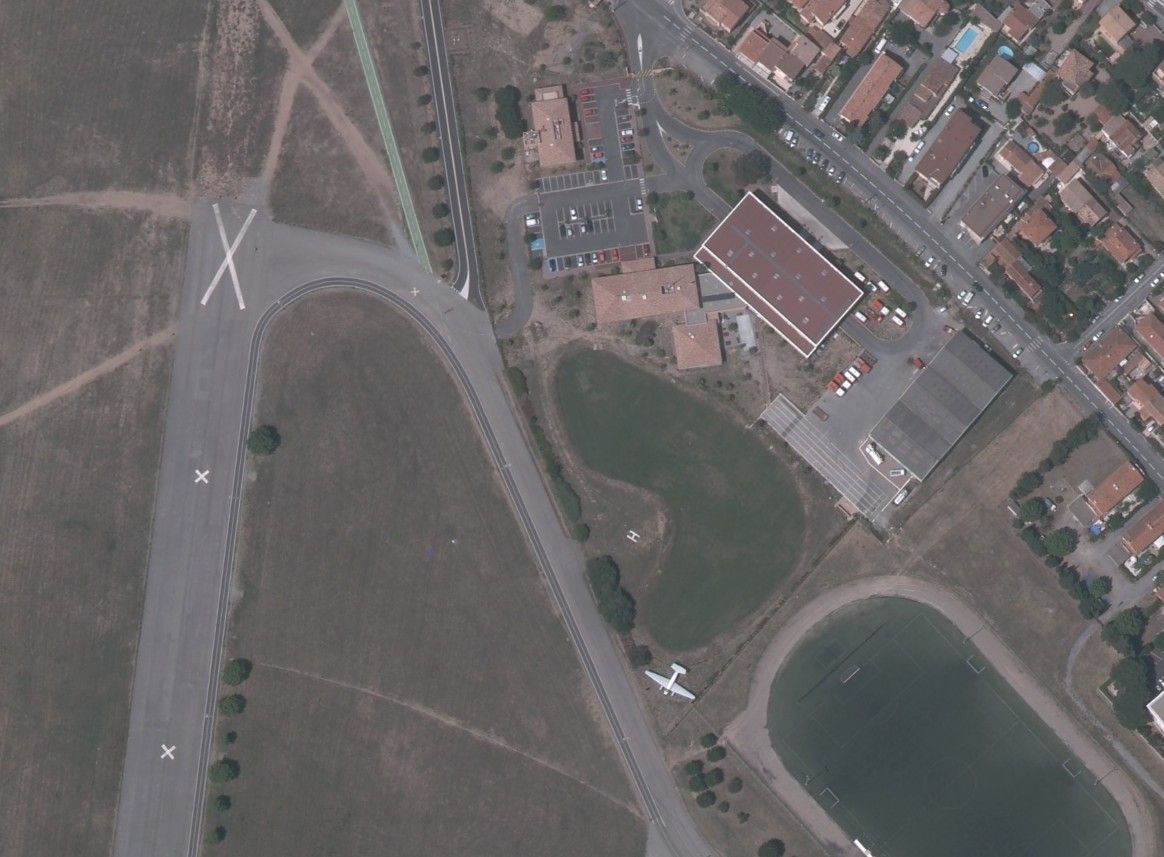
Ancien aéroclub en 2011 devenu le groupement des Pompiers.
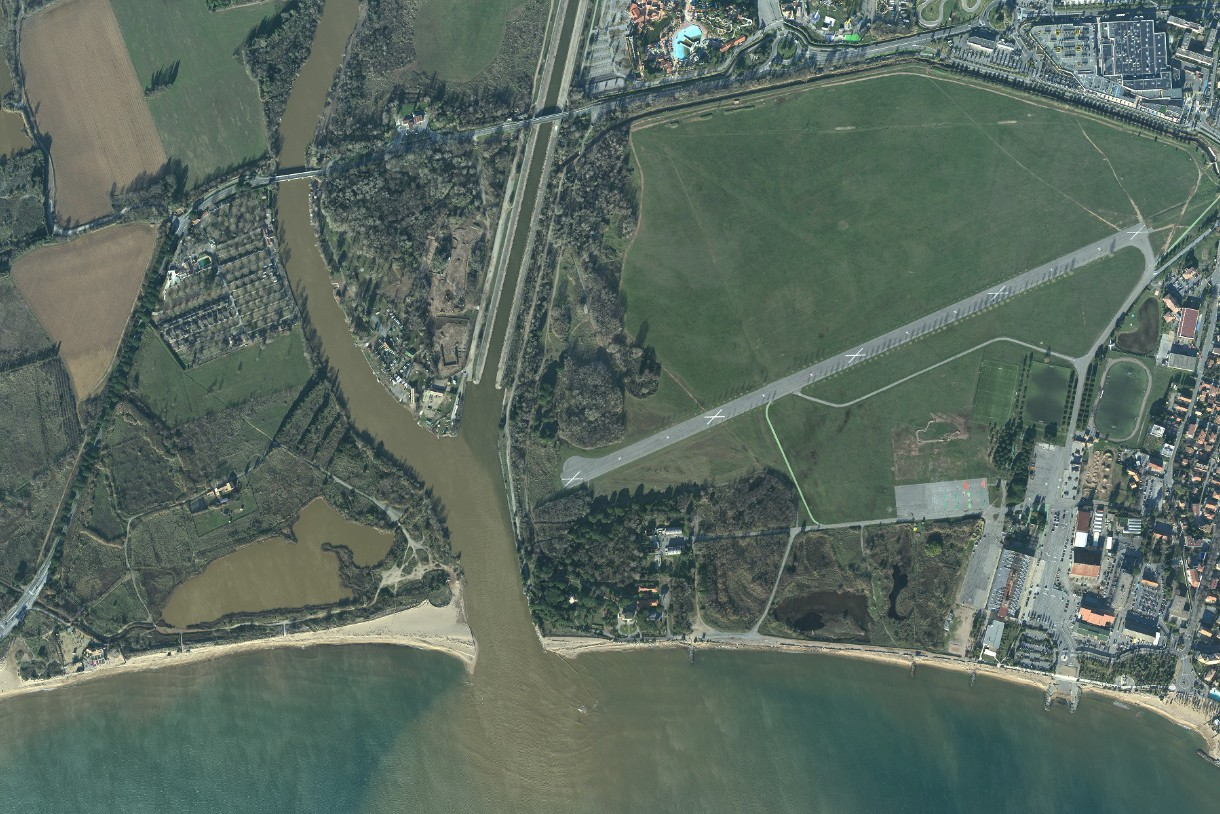
Ancien aéroport Fréjus le 24 01 2014
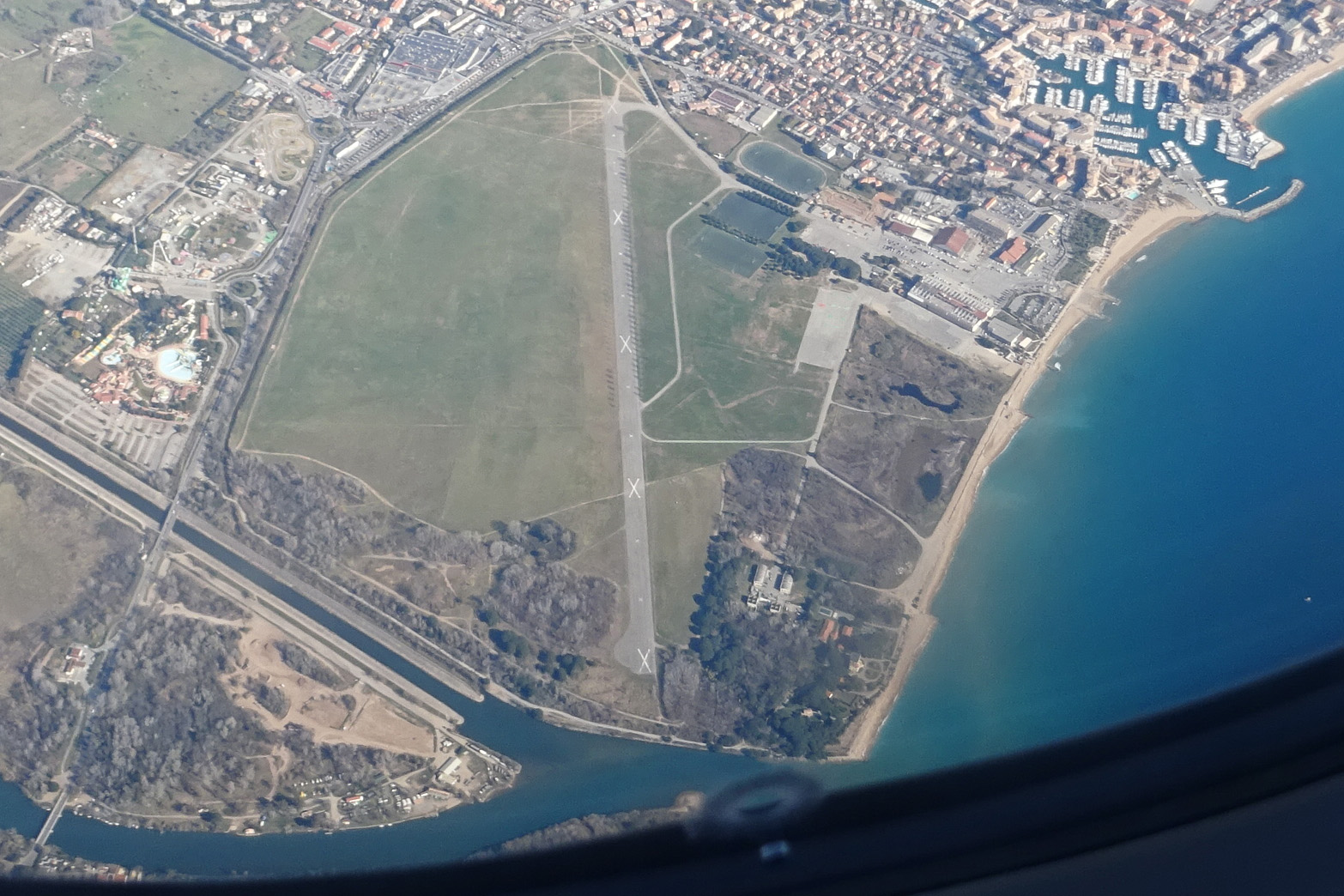
Vue d'avion de l'ancien aéroport de Fréjus - St.Raphaël en 2019

## Photographies

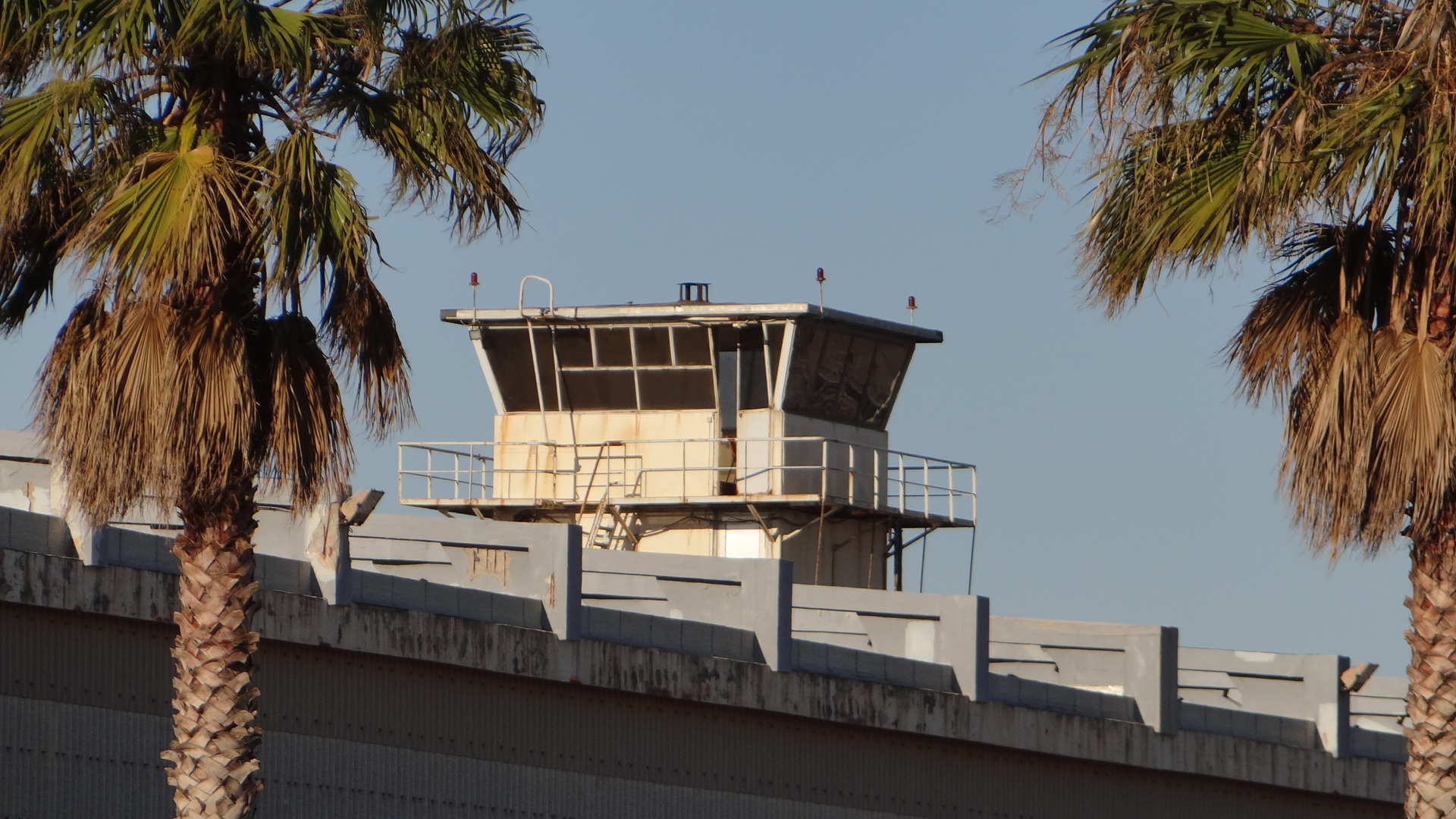
Ancienne tour de contrôle de l'aéroport mixte de Fréjus en 2014
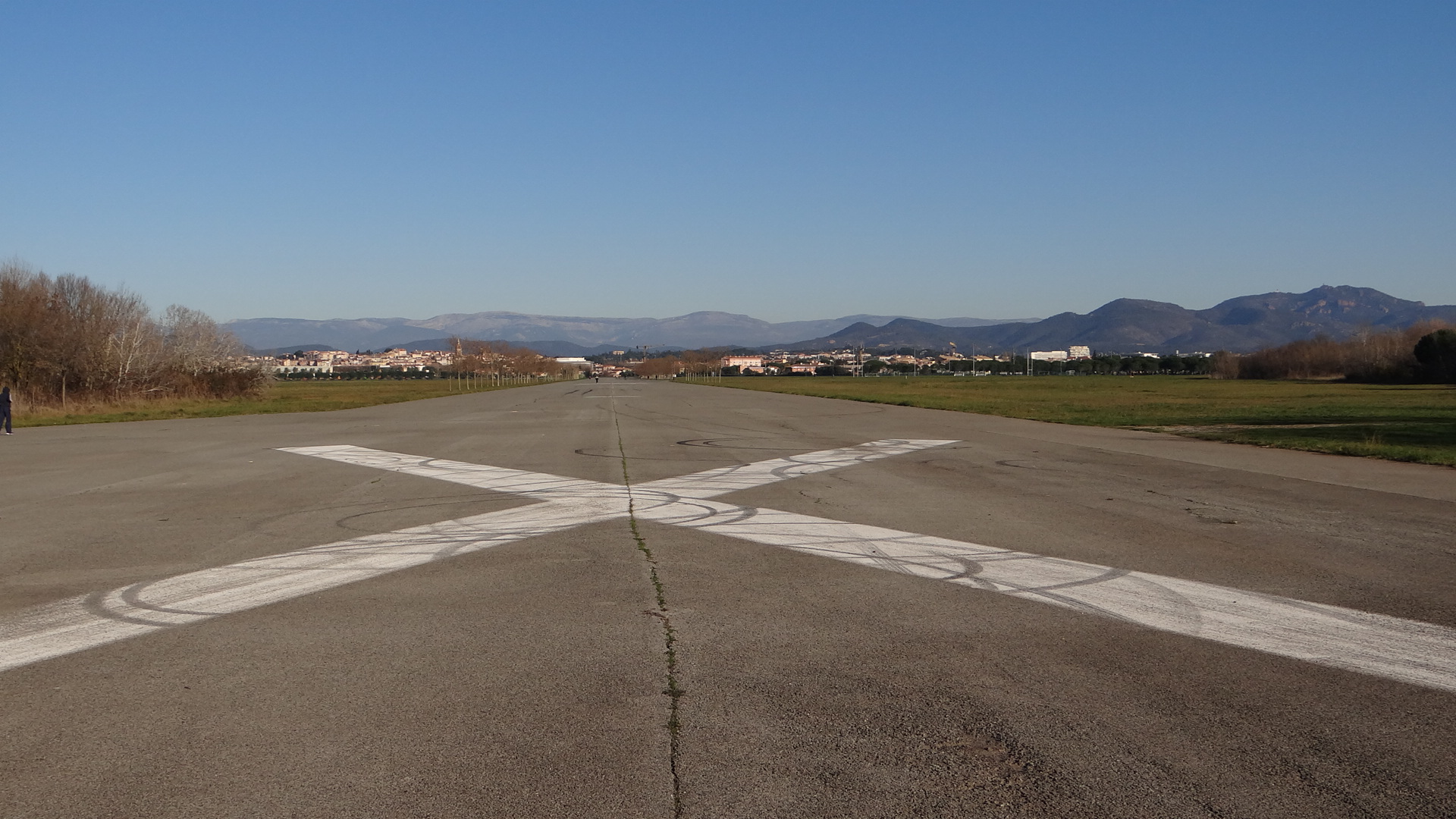
Ancienne piste de l'aéroport mixte de Fréjus en 2014
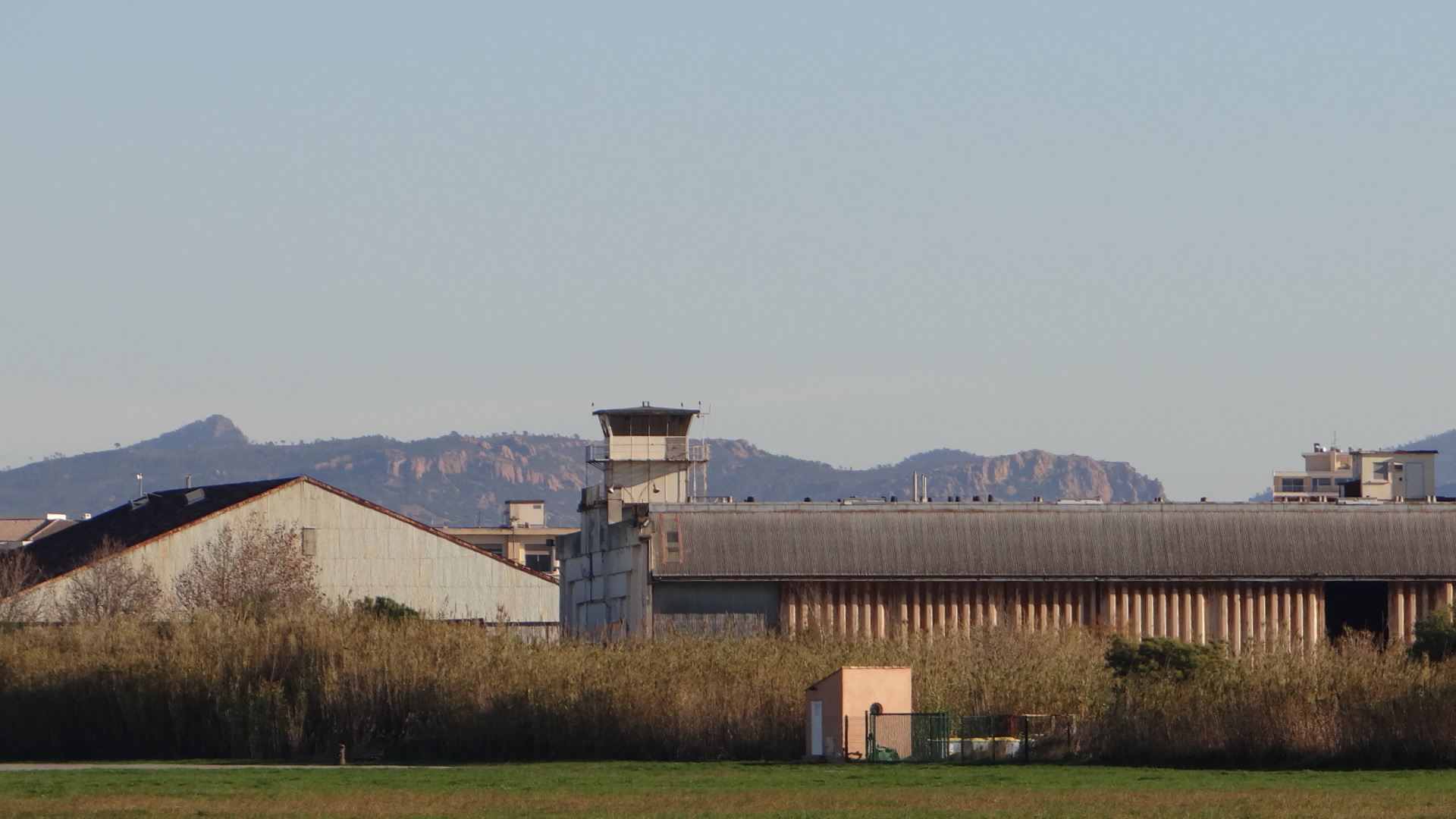
Ancienne tour de contrôle de l'aéroport mixte de Fréjus en 2014